# دراگوویشتیتسا (استان کیوستندیل)
دراگوویشتیتسا (به بلغاری: Dragovishtitsa) یک منطقهٔ مسکونی در بلغارستان است که در شهرستان کیوستندیل واقع شده‌است.